# Marco (usurpatore)
Marco (latino: Marcus; ... – 407) fu un usurpatore romano che tenne il potere in Britannia nel 406-407.

## Biografia
Fu proclamato imperatore attorno al 406 dalle milizie di stanza in Britannia, forse come reazione all'aumento della incursioni dei barbari dentro i confini dell'Impero, che costringevano il potere centrale a ritirare truppe dalle province lontane come la Britannia per proteggere il cuore dell'Impero. Essendo però un imbelle, fu ben presto ucciso dai soldati, che lo rimpiazzarono con Graziano.
Nella sua poco attendibile Historia Regum Britanniae, Goffredo di Monmouth parla di un Graciano Municeps che tolse il potere al leggendario sovrano britannico Dionoto. Questi due personaggi potrebbero essere stati ispirati dalle figure storiche degli usurpatori Graziano e Marco.